# Straight Outta Compton (canção)
"Straight Outta Compton" é uma canção do grupo americano de hip hop N.W.A. Foi lançada em 10 de julho de 1988 pelas gravadoras Ruthless Records e Priority Records como o principal single do álbum de estreia homônimo do grupo. É considerada uma das melhores canções de hip hop de todos os tempos, classificada como a 6ª melhor pela VH1, e a 19ª melhor pela About.com.
Em 2015, 27 anos após seu lançamento, "Straight Outta Compton" estreou e alcançou a posição 38 na Billboard Hot 100, muito graças ao sucesso do lançamento do filme homônimo e do álbum de estúdio Compton, de Dr. Dre. Tornando-se assim, a primeira música do grupo a alcançar o top 40 nos Estados Unidos; isso se deve ao fato de que, desde a década de 1980, as canções de N.W.A foram banidas de diversas rádios. A música também foi lançada para o álbum The Best of N.W.A: The Strength of Street Knowledge e para Greatest Hits, com uma versão estendida. 